# (6223) Даль
(6223) Даль (англ. Dahl) — астероид главного пояса, входящий в состав семейства Немезиды. Он был открыт 3 сентября 1980 года чешским астрономом Антонином Мркосом в обсерватории Клеть и назван в честь английского писателя Роальда Даля.

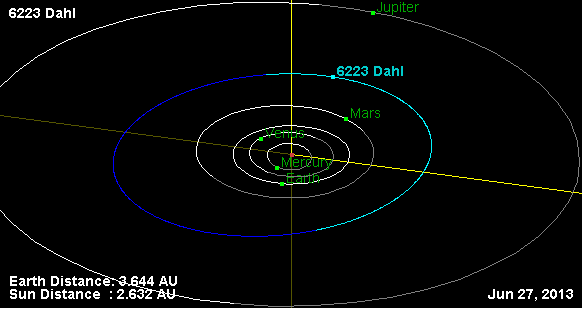
Орбита астероида Даль и его положение в Солнечной системе